# Menedemos von Pyrrha
Menedemos von Pyrrha (altgriechisch Μενέδημος Menédēmos; * um 390 v. Chr.; † nach 338 v. Chr.) war ein antiker griechischer Philosoph (Platoniker). 
Menedemos stammte aus der Stadt Pyrrha auf der Insel Lesbos. Er lebte in Athen, wo er am Unterricht Platons in dessen Philosophenschule, der platonischen Akademie, teilnahm. Den Angaben Plutarchs zufolge wurde Menedemos von Platon in seine Heimatstadt Pyrrha entsandt, wo er sich als Verfassungsgeber betätigen sollte. Später kehrte Menedemos nach Athen zurück und nahm seine Aktivität in der Akademie wieder auf. Offenbar gehörte er zu den angesehensten Mitgliedern der Akademie. Als Speusippos, Platons Nachfolger als Schulleiter (Scholarch), 339/338 starb und das Amt des Scholarchen durch Wahl neu zu besetzen war, kandidierte Menedemos gegen Xenokrates und Herakleides Pontikos. Xenokrates wurde mit knapper Mehrheit gewählt, worauf Herakleides und Menedemos die Akademie verließen. Nach seinem Ausscheiden aus der Akademie gründete Menedemos eine eigene Philosophenschule. Eine Einladung Alexanders des Großen soll er abgelehnt haben; die Glaubwürdigkeit dieser von Plutarch überlieferten Nachricht wird in der Forschung allerdings skeptisch beurteilt.
Über die Lehre des Menedemos ist nichts überliefert. Bekannt ist nur, dass er Platons Methode der Dihairesis zur Begriffsbestimmung verwendete, denn der zeitgenössische Komiker Epikrates, der die Dihairesis verspottete, erwähnte ihn in diesem Zusammenhang.
Der Neuplatoniker Porphyrios zitierte ein ansonsten unbekanntes Werk des Menedemos, in dem von Sokrates die Rede war.